# Юшково (Вяземский район)
Юшково — деревня в Смоленской области России, в Вяземском районе. Расположена в восточной части области в 20 км к югу от районного центра, в 0,3 км от остановочного пункта 22 км на железнодорожной линии Вязьма — Фаянсовая. Население — 209 жителей (2007 год). Административный центр Юшковского сельского поселения.

## Достопримечательности
- Памятник архитектуры бывшая усадьба Дурново, XIX век.